# Ben Heppner
Ben Heppner (Murrayville, 14 gennaio 1956) è un tenore canadese.

## Biografia
Nato nella Columbia Britannica e vissuto nel Distretto regionale di Peace River ha compiuto gli studi musicali all'University of British Columbia. Nel 1979 vince il Talent Festival della CBC e nel 1981 debutta come Rodrigo in Otello a Vancouver.
Durante la cerimonia di chiusura di Torino 2006, ha cantato una versione bilingue di O Canada che ha introdotto la presentazione di Vancouver 2010.
Nell'aprile del 2014 annuncia il proprio ritiro dalle scene.

## Discografia
- Beethoven: Symphony No. 9 - Berlin Philharmonic/Claudio Abbado/Jane Eaglen/Waltraud Meier/Bryn Terfel, 1996 CBS Sony
- Berlioz: Les Troyens - London Symphony Chorus/London Symphony Orchestra/Michelle DeYoung/Petra Lang/Sara Mingardo/Sir Colin Davis (direttore d'orchestra), 2001 LSO - Grammy Award for Best Opera Recording, Grammy Award al miglior album di musica classica e Gramophone Award 2002
- Dvorak, Rusalka - Mackerras/Fleming/Heppner, 1998 Decca
- Mahler, Sinf. n. 8 - Chailly/CGO/Eaglen/Heppner, 2000 Decca
- Mahler: Das Lied Von Der Erde - Lorin Maazel/Bavarian Radio Symphony Orchestra/Waltraud Meier, 1990 RCA BMG
- Strauss: Ariadne Auf Naxos - Giuseppe Sinopoli/Staatskapelle Dresden/Anne Sofie von Otter/Natalie Dessay/Deborah Voigt, 2001 Deutsche Grammophon
- Wagner, Maestri cantori di Norimberga - Solti/Van Dam/Heppner, 1995 Decca - Grammy Award for Best Opera Recording 1998
- Wagner: Der Fliegende Holländer - Metropolitan Opera Orchestra/James Morris/Ben Heppner/Deborah Voigt, 1997 Sony
- Wagner: Lohengrin - Ben Heppner/Bryn Terfel/Chor der Bayerischen Staatsoper/Chor des Bayerischen Rundfunks/Éva Marton/Jan-Hendrik Rootering/Michael Gläser/Sergei Leiferkus/Sharon Sweet/Sir Colin Davis/Bavarian Radio Symphony Orchestra/Udo Mehrpohl, 1995 RCA Sony
- Ideale: Ben Heppner Performs the Songs of Paolo Tosti - London Symphony Orchestra, 2003 Deutsche Grammophon
- Heppner: French Opera Arias - Ben Heppner/London Symphony Orchestra/Myung-whun Chung, 2002 Deutsche Grammophon - Juno Award 2002
- Heppner: My Secret Heart - Songs of the Parlour, Stage and Silver Screen - Ben Heppner/Jonathan Tunick/London Philharmonic Orchestra, 1999 RCA BMG
- Heppner: German Romantic Opera - Ben Heppner/Bavarian Radio Symphony Orchestra, 1990 RCA BMG - Juno Award 2000
- Heppner Sings Richard Strauss - Ben Heppner/Sir Andrew Davis/Toronto Symphony Orchestra, CBC - Juno Award 1996

## DVD
- Beethoven, Fidelio - Levine/Mattila/Heppner/Lloyd, 2003 Deutsche Grammophon
- Wagner, Maestri cantori di Norimberga - Levine/Heppner/Mattila/Pape, 2004 Deutsche Grammophon
- Wagner, Tristano e Isotta - Levine/Heppner/Eaglen/Dalayman, 2001 Deutsche Grammophon